# La Réserve (hôtel)
Pour les articles homonymes, voir La Réserve.
La Réserve est un établissement hôtelier classé 5 étoiles, situé dans la commune de Ramatuelle, dans le département français du Var, en région Provence-Alpes-Côte d'Azur.

## Présentation
La Réserve est un établissement hôtelier classé 5 étoiles et distingué « palace » depuis 2012,,,,,.
Il est situé dans la commune de Ramatuelle, dans le département français du Var, en région Provence-Alpes-Côte d'Azur et appartient au groupe Michel Reybier Hospitality.
Inauguré dans les années 1970, l'hôtel a fait l'objet d'une rénovation complète dirigée par l'architecte Jean-Michel Wilmotte et achevée en 2009. L'architecture et le design intérieur des 14 villas de l'hôtel ont été conçus par Remi Tessier de l'agence « Dernier Etage ». Le lieu comporte, en plus des villas, 27 chambres avec vues sur la Méditerranée. 
Une annexe est présente sur la plage de Pampelonne, décorée par Philippe Starck.

## Restaurants
L’établissement possède quatre restaurants:
- « La voile » affichant 2 étoiles au guide Michelin, sous la direction du Chef Eric Canino.
- « Le Pool restaurant »
- « La brasserie »
- « Les terrasses La Muña »

## Données économiques
L'hôtel est exploité par la Société Foncière PLM du groupe Michel Reybier.
La Société Foncière PLM qui détient plusieurs hôtels a réalisé en 2017 un chiffre d'affaires de 37 388 600 € et emploie 249 salariés.